# Foster (Wisconsin)
Foster è un comune degli Stati Uniti, situato in Wisconsin, nella Contea di Clark.